# Flaggfurir
Flaggfurir var sedan 1957 den högsta underbefälsgraden i kustartilleriet, motsvarande rustmästare i armén. Vid tjänsteställningsreformen 1972 blev flaggfurirerna fanjunkare i plutonsofficerskåren.